# Mostaganém (província)
Mostaganém (província)
uma wilaya da Argélia
| Limites     | Mediterrâneo (N); Chlef (E); Relizane (SE); Muaskar (S); Oran (W) |
| Superfície  | 2.175 km²                                                         |
| Habitantes  | 737.118 (290/km²)                                                 |
| Localidades | Mostaganem (124 m hab)                                            |

Mostaganém é um vilaiete (província) e argelina do noroeste do país.